# North Harrow (metrostation)
North Harrow is een station van de metro van Londen aan de Metropolitan Line. Het metrostation, dat in 1915 is geopend, ligt in de wijk Harrow.

## Geschiedenis
Op 25 mei 1885 verlengde de Metropolitan Railway (MR), de latere Metropolitan Line, haar westlijn van Harrow-on-the-Hill tot de Victoriaanse slaapstad Pinner zonder stations onderweg. Op 15 maart 1899 begon ook de treindienst van de Great Central Railway GCR de sporen door het noorden van Harrow te gebruiken. De GCR nam echter in 1906 eigen sporen naar het westen ten zuiden van Harrow in gebruik uit ontevredenheid met het gemengde bedrijf van metro en trein. De perrons en daarmee het station bij North Harrow werden op 22 maart 1915 geopend om de inmiddels gebouwde woonwijken aldaar te bedienen. In het interbellum voerde de MR een moderniseringsprogramma door, in het kader hiervan werd in 1925 de lijn tussen Harrow-on-the-Hill en Rickmansworth geëlektrificeerd en werd station North Harrow in 1930 herbouwd onder leiding van architect Charles Clarck. In de jaren vijftig van de 20e eeuw werd, naar aanleiding van de bevolkingsgroei ten westen van Rickmansworth, een extra dubbelspoor gelegd parallel aan de metrosporen. Deze sporen werden tussen juni 1958 en juli 1962 gebouwd en meteen geëlektrificeerd. Zodoende konden de sneldiensten van de metro en de voorstadsdiensten met dieseltreinstellen van/naar Marylebone, North Harrow passeren zonder het overige metroverkeer te hinderen.

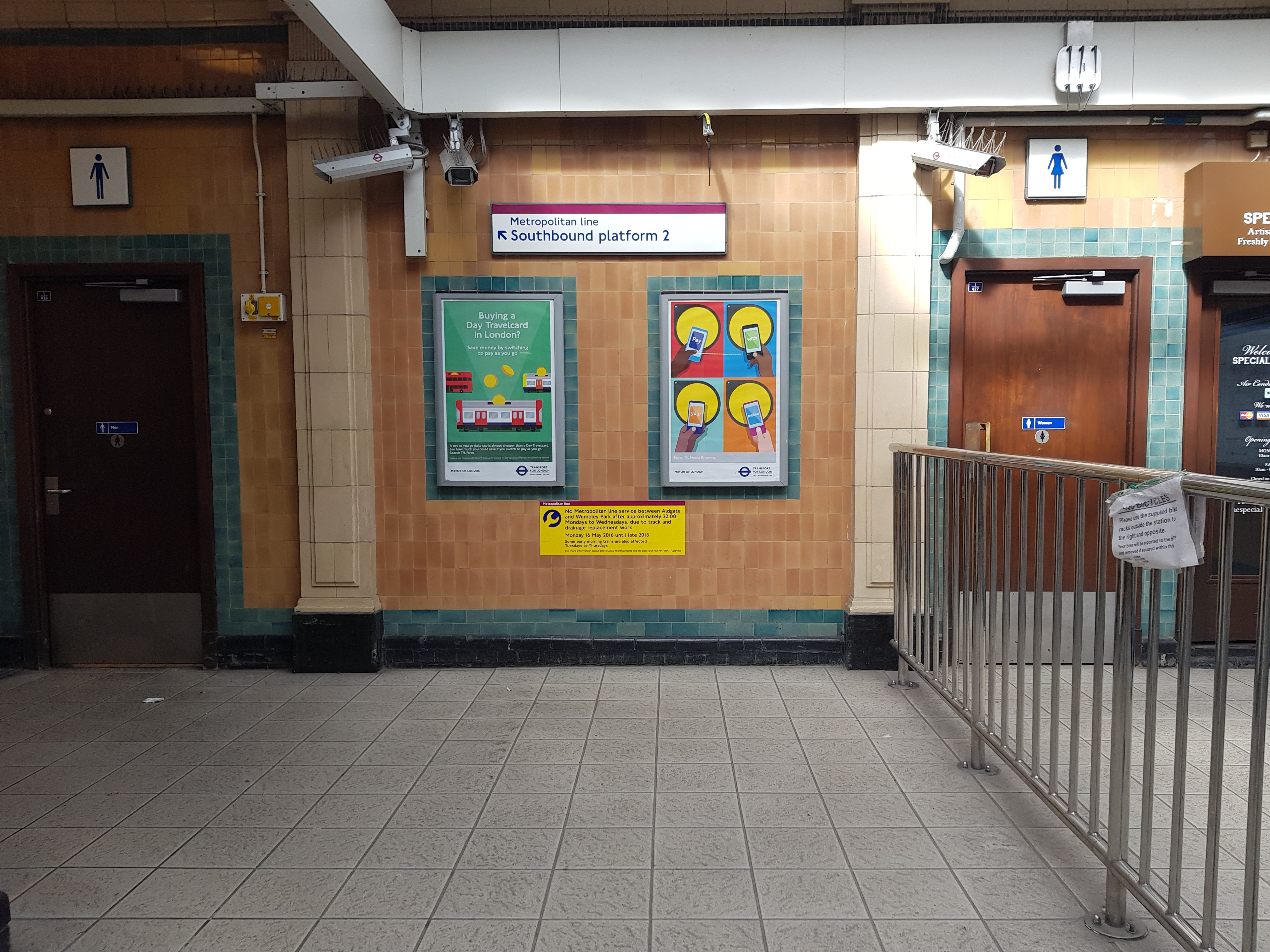
In de stationshal
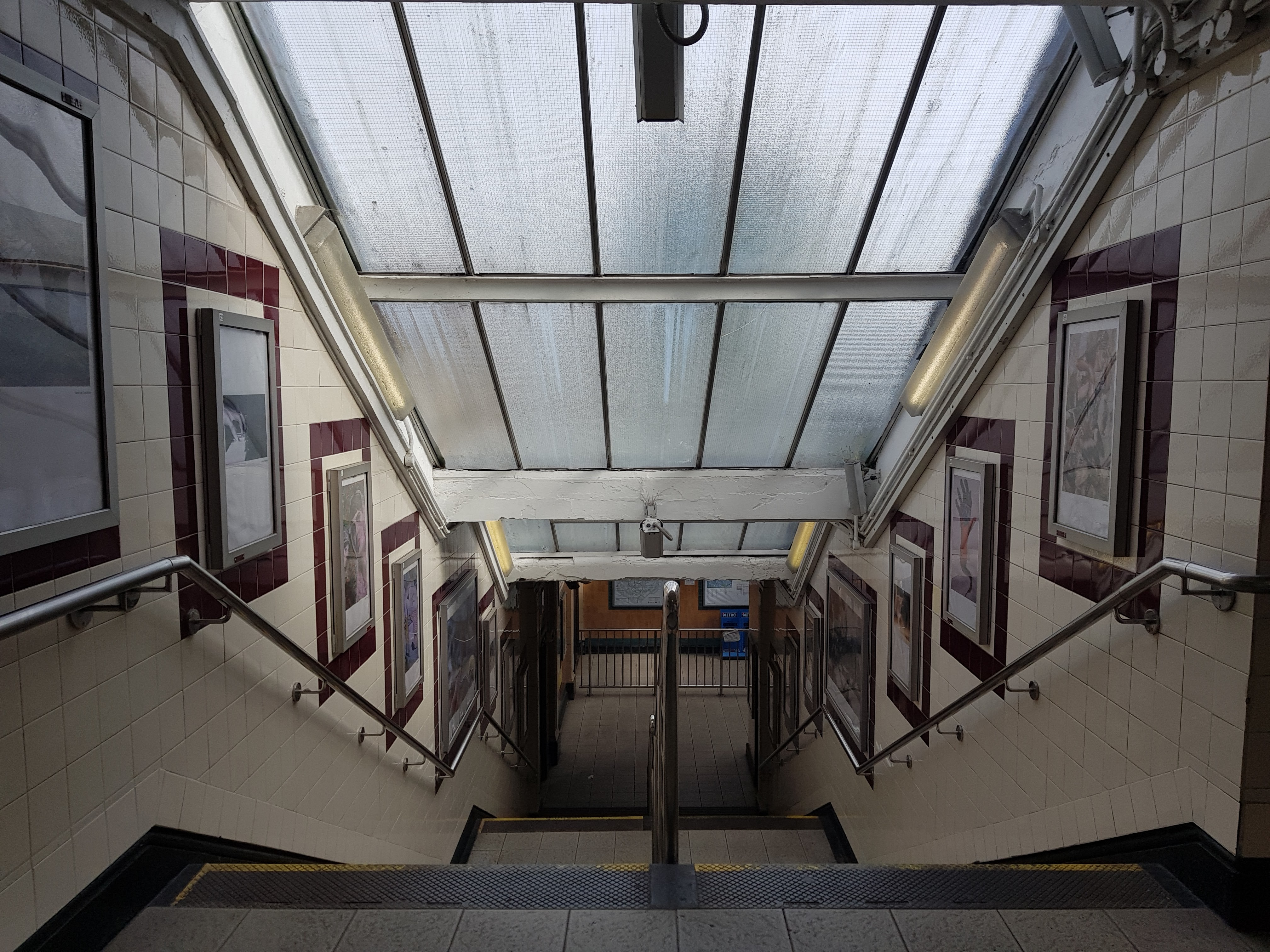
De trap tussen hal en perron
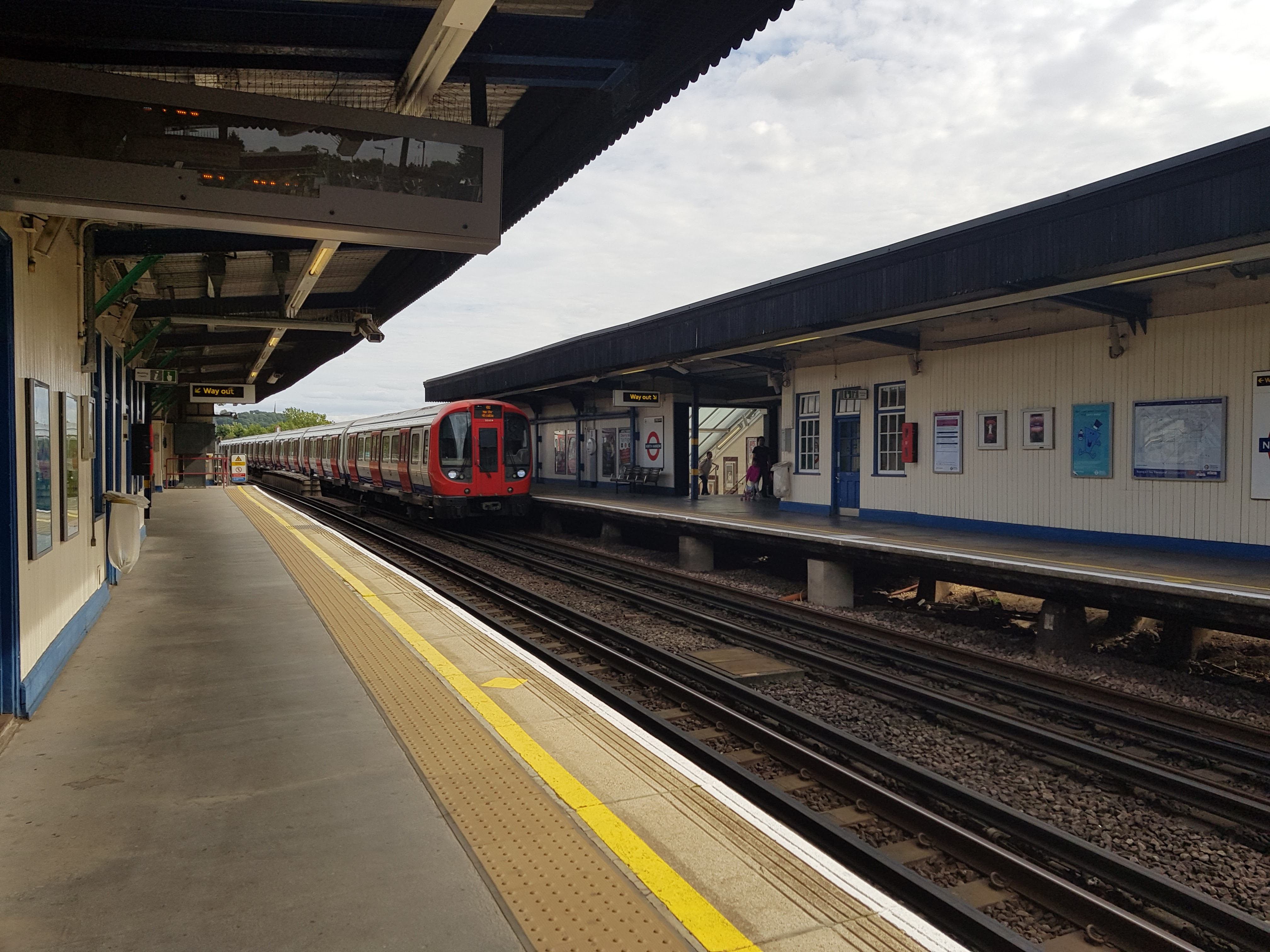
Sporen en perrons gezien uit het westen

## Het station
Het station heeft twee zijperrons langs de sporen uit 1885, de sporen uit 1962 liggen langs de zuidrand echter zonder perrons. De normale dienst omvat 4 ritten per uur naar Watford, 2 naar Amersham, 2 naar Chesham, 4 naar Baker Street en 4 naar Aldgate. Tijdens de spitsuren gebruiken de sneldiensten de sporen uit 1962. Het station kent twee toegangen aan de straat waarvan allen de noordelijke, aan de kant van het centrum, wordt gebruikt, vermoedelijk omdat de opstelling van de OV-poortjes het gebruik van beide niet vereist. Er is wel een binnendeur naar de aangrenzende bloemist. De weg onder het viaduct ligt in een kuil en is daardoor gevoelig voor overstroming.
In 2009 en 2010 kreeg het station de Transport for London-award voor de beste klantenservice. Het station is opgesierd met een kunstwerk van gefotokopieerde foto's van buurtbewoners die op verschillende plaatsen zijn overschilderd met gekleurde verf, gemaakt door een groep van gehandicapte kinderen uit de buurt.